# Ravat

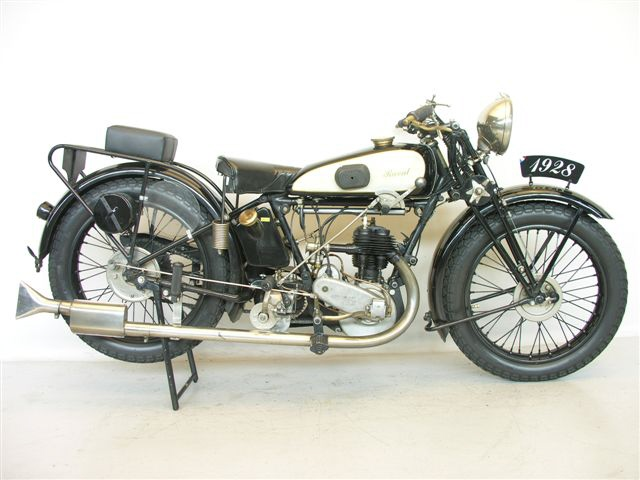
Ravat type ER 21 uit 1928

Ravat is een historisch merk van motorfietsen en scooters.
De bedrijfsnaam was Ets. Moteurs Ravat, St. Etienne, Loire
Ravat was een Franse fietsenfabriek van Jules Ravat die in 1898 al zijn eerste motorfietsen bouwde. Men bouwde lichte modellen met 100 cc BMA-, VAP-, Himo- en Villiers-tweetaktmotoren, tot 500 cc kopkleppers die bij Blackburne of Zürcher werden gekocht.
Van 1945 tot de sluiting van de fabriek in 1954 bouwde men ook nog motorfietsen met 125 cc Ydral-blok en bromfietsen. Ook de Simonetta-scooter van de firma San Christophoro in Milaan werd in licentie geproduceerd.